# اولترا (فیلم)
اولترا (ایتالیایی: Ultrà) یک فیلم ایتالیایی به کارگردانی ریکی توناتسی است که در سال ۱۹۹۱ منتشر شد. این فیلم با ورود به بخش مسابقه‌ی چهل و یکمین جشنواره بین‌المللی فیلم برلین، نامزد جایزه خرس طلایی شد.